# Iet van Feggelen
Irène 'Iet' Koster van Feggelen, née en 1921 et morte le 17 juillet 2012, est une pionnière de la natation néerlandaise. Elle a fondé la première équipe de natation synchronisée aux Pays-Bas.

## Biographie
Malgré ses capacités, elle n'est pas sélectionnée dans l'équipe néerlandaise pour les Jeux olympiques d'été de 1936 à cause de la forte concurrence et de son âge (14 ans). En 1938 et 1939, à l'aube de la Seconde Guerre mondiale, elle détient huit records du monde en dos sur les distances allant du 100 yards au 400 m. Son premier record du monde est établi le 13 février 1938 sur le 400 m. À cause de la guerre, les Jeux de 1940 puis les ceux de 1944 sont annulés, lui enlevant toutes chances de concourir au niveau olympique.
Lors des championnats d'Europe 1938, elle remporte la médaille d'argent du 100 m dos en 1 min 15 s 9 derrière sa compatriote Cor Kint (1 min 15 s 0) mais devant la Danoise Birte Ove-Petersen (1 min 17 s 0). Près de dix ans plus tard, Iet van Feggelen remonte sur le podium européen sur 100 m dos lors des championnats d'Europe 1947 derrière la Danoise Karen Harup et la Britannique Catherine Gibson. Elle remporte cette dernière médaille alors qu'elle est enceinte.
Elle prend sa retraite sportive au début des années 1950, après avoir battu trois fois le record du monde du 3 x 100 m nage libre avec l'équipe néerlandaise.
En 1947, elle part en tournée avec Nel van Vliet aux États-Unis, où elle découvre la natation synchronisée, sous la forme des spectacles d'Esther Williams. De retour aux Pays-Bas, elle fonde la première équipe de natation synchronisée du pays et même d'Europe sous la forme d'un spectacle appelé les « Bathing Beauties ». Elle sert en tant qu'entraîneuse pour l'équipe olympique néerlandaise lors des Jeux olympiques d'été de 1960, de 1964 et de 1968,.
Elle est la seule nageuse néerlandaise à avoir détenu 11 records du monde en même temps.
En 2012, elle intègre le International Swimming Hall of Fame.
Elle meurt le 17 juillet 2012 à Amsterdam à l'âge de 90 ans.